# Jordi Llorens
Jordi Llorens Zapata (Barcellona, 4 agosto 1973) è un ex cestista spagnolo.

## Palmarès
- Campionato spagnolo: 2

Joventut Badalona: 1990-91, 1991-92